# Domäne Neuhof

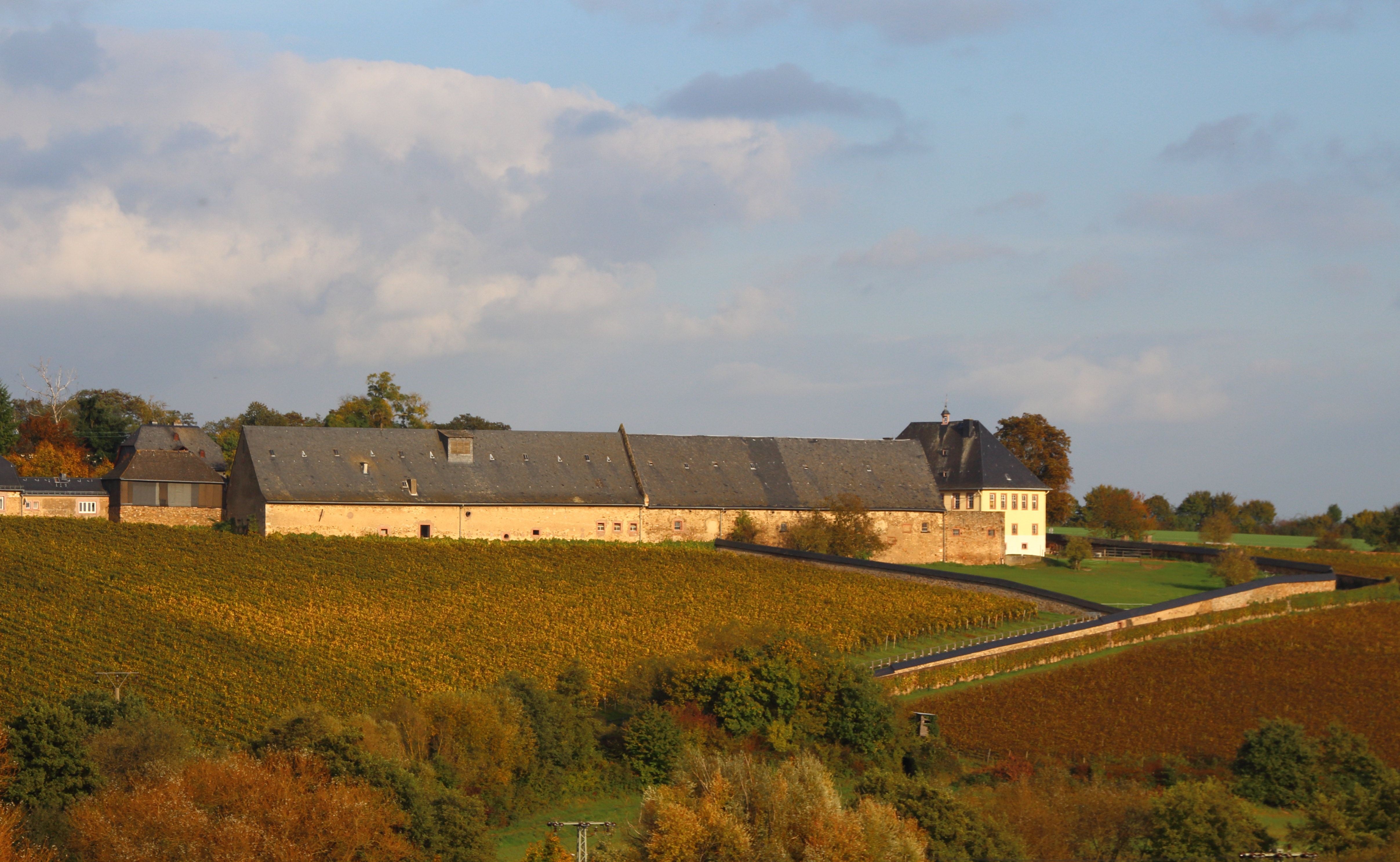
Domäne Neuhof bei Hattenheim

Die Domäne Neuhof ist ein Gutshof bei Hattenheim im Rheingau. Die Domäne war bis 1803 eine Grangie des nahegelegenen Klosters Eberbach.

## Geschichte
Zwischen 1163 und 1178 erhielt das Kloster Eberbach vom Mainzer Johannisstift gegen Zins ein Lehensgut nomine Hargartdun, bestehend aus zwei Höfen – einen Hof im heutigen Hallgarten sowie den heutigen Neuhof. In einer Papsturkunde von 1178 wird der Hof als Grangia proxima, also als der dem Kloster nächstgelegene Hof bezeichnet. Der Hof diente in erster Linie der Versorgung des angrenzenden Weinbergs Steinberg. Um für diesen den benötigten Dünger zu produzieren, wurde überwiegend Viehzucht betrieben, wobei der Schwerpunkt auf der Schweinezucht lag. Der Ackerbau diente der Nahrungsmittelversorgung der Mönche des nahegelegenen Klosters. Der als Nuenhoven bezeichnete Hof wird im Oculus Memoriae von 1211 mit einer Größe von zehn Morgen angegeben. In den folgenden Jahren konnte der Besitz durch Ankäufe, Schenkungen und Tausch erheblich vergrößert werden. Nach Verfall des Hofes als Folge des Dreißigjährigen Krieges wurde er vom 17. bis zum 19. Jahrhundert in verschiedenen Bauphasen neu aufgebaut.
Nach der Säkularisation von 1803 wurde der Hof von der Herzoglich-Nassauischen Domänenverwaltung bewirtschaftet. In den darauf folgenden Jahren wechselten die Besitzer vielfach, die Schwerpunkte der Bewirtschaftung verlagerten sich allmählich auf Pferdezucht und Saatgutvermehrung.

## Beschreibung

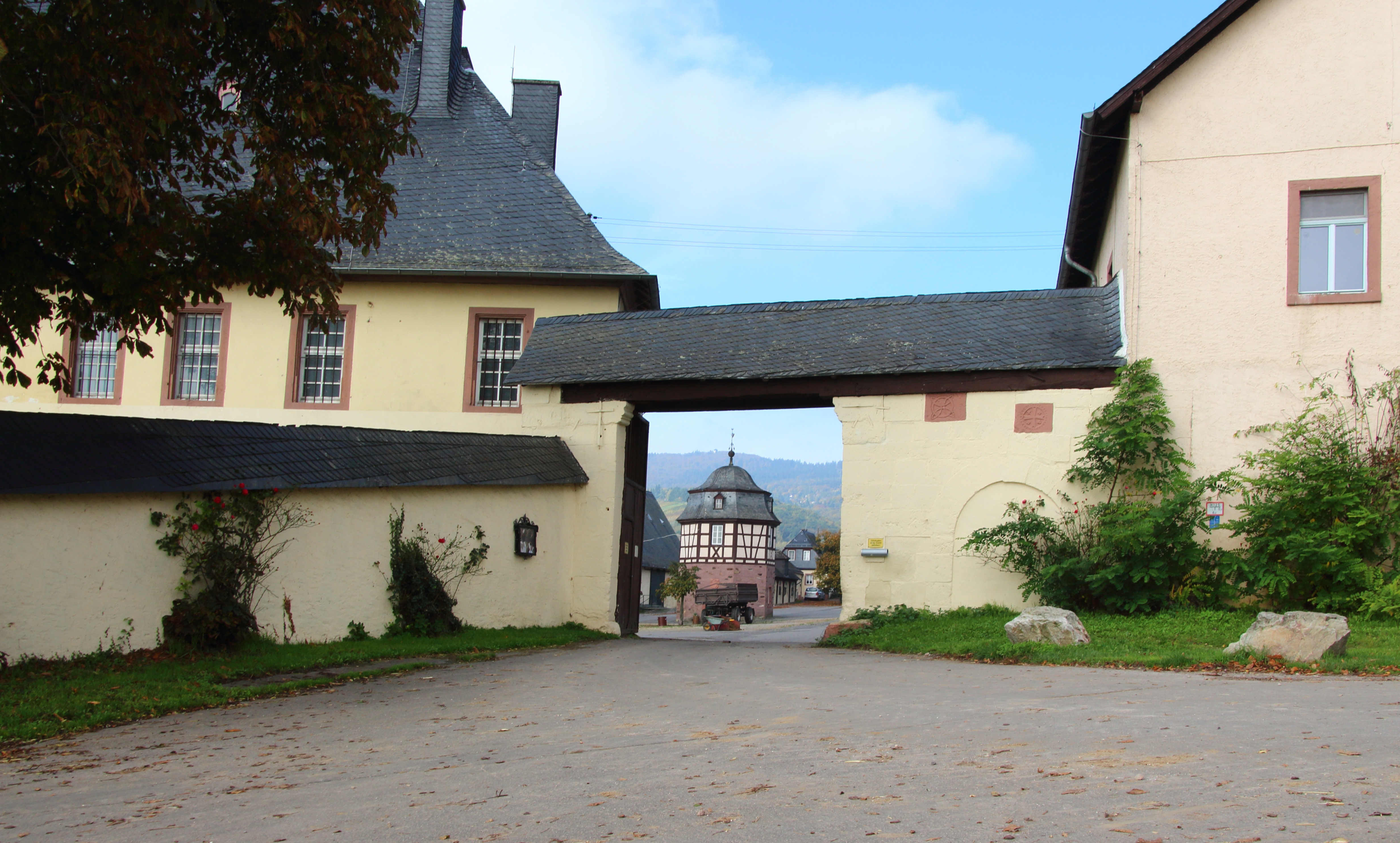
Südliches Haupttor, in der Mitte das Brunnen- und Taubenhaus

Ein romanisches Haupttor aus Kalksteinquadern im Süden, entstanden um 1200, zeigt zwei Quader mit Kreuz- und Flechtmustern. Innerhalb der angrenzenden Mauer, deren Ursprung auf das 13. Jahrhundert zurückgeht und an die die Steinbergmauer anschließt, verteilt sich der Hof über verschiedene Gebäude: Das zweigeschossige Herrenhaus von 1682, entstanden unter Abt Alberich Kraus, dessen Wappen im Türsturz des Hofportals zu finden ist, wurde nach Plänen Giovanni Angelo Barellas aus Mainz geschaffen. Das hohe Walmdach wird von einem markanten Dachreiter mit Glocke und Windfahne abgeschlossen. Unter Abt Adolph II Werner von Salmünster entstanden die östlich gelegenen Wirtschaftsgebäude. Das Wappen des Abtes Hermann Hungrighausen ist auf dem ehemaligen Wohnhaus des Weinbergaufsehers von 1750 zu finden, ebenso auf dem achteckigen Brunnen- und Taubenhaus in der Mitte des Hofes. Die übrigen Gebäude stammen überwiegend aus dem 19. Jahrhundert. Über ein Tor im Norden ist der Neuhof mit dem Steinberg verbunden.